# Pegaso Série T
Les camions Pegaso Série T sont une simple actualisation de la gamme Pegaso "180". La série T1 a été présentée par le constructeur espagnol ENASA au Salon de l'Automobile de Barcelone de 1983. Cette série se décompose en deux sous-séries :
- la série T1, lancée en 1983,
- la série T2, commercialisée sous le nom TECNO à partir de 1985.

## Histoire

### Contexte
Après le décès du général Franco le 20 novembre 1975, son successeur désigné, le roi Juan Carlos Ier, dépose une demande d'adhésion à la Communauté économique européenne le 28 juillet 1977. Les chefs d'Etat de la CEE donnent un avis favorable le 29 novembre 1978 mais il faudra attendre le 12 juin 1985 pour que l'Espagne intègre effectivement la CEE. Entre-temps, les barrières douanières s'assouplissent et les constructeurs étrangers de poids lourds s'empressent de créer des filiales en Espagne pour y écouler leurs productions et remplacer les très nombreux Pegaso Comet avec leurs cabines désuètes "Cabezón" toujours en circulation.
En 1972, la gamme "Série 80" avait avantageusement rajeuni sa cabine mais elle restait  fixe. Pegaso, conscient que tous ses futurs concurrents étrangers offraient des cabines basculantes, étudie la modification de la "Cabina Cuadrada" due au designer italien Aldo Sessano, pour la rendre basculante.
C'est au Salon de l'Automobile de Barcelone de 1978 que Pegaso lance sa nouvelle gamme surnommée "Série 180" équipée d'une cabine basculante pour affronter la concurrence étrangère dont les véhicules sont tous équipés d'une cabine basculante mais également plus évolués technologiquement.
Si la cabine arbore encore une ligne moderne, dix ans après sa conception, son aménagement intérieur n'a quasiment pas évolué et tout doit être entièrement revu.
À l'occasion du lancement de cette série, Pegaso adopte une nouvelle désignation de ses véhicules, adoptant un système plus logique qui comprend 4 chiffres et éventuellement une lettre 1234.A
- le 1er chiffre indique le nombre d'essieux moteurs :
  - "1" pour les versions 4x2, 6x2 et 8x2,
  - "2" pour les versions 4x4, 6x4 ou 8x4,
- le 2ème chiffre indique le nombre total d'essieux :
  - "2" pour les versions 4x2,
  - "3" pour les versions 6x2, 6x2/2, 6x4 et 6x6,
  - "4" pour les versions 8x2 et 8x4,
- les 2 derniers chiffres indiquent la puissance en dizaines de chevaux

Les porteurs 4x2 ne sont jamais suivis d'une lettre. Les autres versions peuvent comporter un 
- "R" pour indiquer qu'il s'agit d'un camion porteur pouvant tracter une remorque,
- "K" pour les porteurs benne chantier,
- "T" pour les tracteurs de semi-remorques.

## Pegaso "Série T1" (1983-1985)
En 1983, une nouvelle gamme de camions Pegaso voit le jour : la gamme T-1 dont les PTAC vont de 14 à 38 tonnes. La campagne publicitaire fait état de plus de 2.000 modifications par rapport à la gamme précédente. Alors que l'enveloppe extérieure reste strictement la même, pour bien marquer la différence avec les modèles de la "Série 180", Pegaso remplace sa célèbre calandre à la croix par une simple grille noire, ce qui lui vaudra le surnom de "Bocanegra" (bouche noire).
Après avoir intégré son concurrent SAVA en 1968, spécialiste des véhicules utilitaires et camions de faible tonnage, les camions de moyen tonnage type Pegaso 1120, de la "Série 180" ne figurent plus au catalogue Pegaso, ces véhicules étant réservés à la marque SAVA, devenu une filiale d'ENASA.

### Modèles Pegaso T1 Bocanegra

#### Gamme intermédiaire
- 1214 - porteur 4x2, équipé du moteur 6 cylindres Pegaso (licence Leyland) 9130/23 de 6.550 cm3 développant 135 ch SAE, PTAC 14,2 t, remplace le Pegaso 1121,
- 1216 - porteur 4x2, dito Pegaso 1214 mais PTAC 16,8 t,

#### Gamme lourde
- 1217 - porteur 4x2, moteur L6 Pegaso 9100 Turbo de 10.169 cm3 - 170 ch SAE, PTAC 20 t,
- 1223 - porteur 4x2, moteur L6 Pegaso 9222 Turbo de 10.518 cm3 - 225 ch SAE, PTAC 20 t,
- 1223 T - version tracteur 4x2, dito Pegaso 1223, PTRA 32 t,
- 1228 T - tracteur 4x2, moteur L6 Pegaso 9156 Turbo de 11.946 cm3 - 310 ch DIN, PTRA 38 t,
- 1231 R - porteur 4x2, moteur Pegaso 9156 Turbo de 11.946 cm3 - 310 ch DIN, PTAC 20 t/PTRA 38 t,
- 1231 T - version tracteur, dito Pegaso 1231 R,
- 1323 - porteur 6x2/2, moteur Pegaso 95T1BX Turbo de 10.518 cm3 - 225 ch DIN, PTAC 26 t,
- 1331 - porteur 6x2/2, moteur Pegaso 9156 Turbo de 11.946 cm3 - 310 ch DIN, PTAC 26 t,
- 1331 R - porteur 6x2/2, moteur Pegaso 9156 Turbo de 11.946 cm3 - 310 ch DIN, PTAC 26 t/PTRA 38 t,
- 1431 -
- 2217 - porteur 4x4, version 4x4 de Pegaso 1217, PTAC 14,8t,
- 2321 K - porteur 6x4, moteur L6 Pegaso 9222 Turbo de 10.518 cm3 - 215 ch DIN, PTAC 26 t,
- 2323.26 K - porteur 6x4, moteur L6 Pegaso 9222 Turbo de 10.518 cm3 - 215 ch DIN, PTAC 26 t,
- 2331 K - porteur 6x4, moteur Pegaso 9156 Turbo de 11.946 cm3 - 310 ch DIN, PTAC 26 t,
- 2331 R - porteur 6x4, moteur Pegaso 9156 Turbo de 11.946 cm3 - 310 ch DIN, PTAC 26 t/PTRA 38 t,
- 2331 T - version tracteur 6x4, dito Pegaso 2331 R,
- 2431 K - porteur 8x4, moteur Pegaso 9156 Turbo de 11.946 cm3 - 310 ch DIN, PTAC 36 t,
- 2534 K - porteur 10x4, moteur Pegaso 9180 Turbo inter-cooler de 11.946 cm3 - 340 ch DIN, PTAC 42 t,

Pegaso a tenté de commercialiser quelques modèles de la Pegaso Série 180 sur les marchés européens sans succès. Le constructeur va se lancer à nouveau sur ces marchés avec cette nouvelle série qui, sans être à la pointe de la technique ni du modernisme, va soutenir la comparaison avec certains modèles déjà matures.
Le tracteur Pegaso 1231 T sera notamment apprécié en France où quelques centaines d'exemplaires trouveront preneur tout comme les porteurs 4x2 "1223" et les 6x4 de chantier "2331 K". Pegaso va conquérir aussi quelques parts de marché significatives en Belgique et aux Pays-Bas.
Mais les grands constructeurs européens, Mercedes-Benz, IVECO, MAN, Scania ou Volvo se livrent une forte concurrence sur le secteur des véhicules de 340 chevaux, secteur où Pegaso est absent. Il va alors lancer l'étude d'un nouveau moteur et actualiser sa gamme avec la série TECNO en 1985.

## Pegaso "Série T2 - TECNO" (1985-1988)
Le constructeur espagnol Pegaso, qui avait signé un important accord de coopération avec l'américain International Harvester en 1980, pensait avoir un allié fiable mais s'est retrouvé seul après le retrait d'IH un an plus tard. Pegaso engage l'étude d'un nouveau moteur, une version inter-refroidie du "9156" son 6 cylindres en ligne de 11.946 cm3 développant 310 ch DIN, baptisé 96 R1 DX, il va développer 340 ch DIN. 
Au Salon de l'Automobile de Barcelone de 1985, la gamme Pegaso T2 TECNO est lancée. Elle est équipée du nouveau moteur de 12 litres avec un système d'inter-refroidissement pour développer une puissance de 340 ch DIN. Ce moteur va s'avérer très fiable grâce à de nouvelles soupapes d'admission et d'échappement. Cette gamme a bénéficié d'une nouvelle évolution de la cabine avec un toit plus haut, plus aérodynamique et plus confortable pour le conducteur.
La gamme TECNO ne restera que 3 ans en production, remplacée en 1989 par le Troner pour le haut de gamme, le Mider pour la gamme intermédiaire et le Trakker pour la gamme chantier.